# 簡狄
簡狄（？—？），传说中商朝始祖契之母，一作简易、简逷。因是有娀氏（在今山西永济西）女，又称娀简。她是帝嚳的次妃，相传她偶出行浴，吞鳦卵而生契。“鳦”是“燕”的別稱，即玄鸟（出自诗经，所谓“天命玄鸟，降而生商”）。